# 브루나이 U-23 축구 국가대표팀
브루나이 U-23 축구 국가대표팀은 브루나이를 대표하는 23세 이하 축구 국가대표팀으로 성인대표팀과 마찬가지로 아시아 축구 최약체 중 하나로 평가되고 있으며 현재까지 하계 올림픽, 아시안 게임, AFC U-23 아시안컵 본선 경험이 전무하다.

## 국제 대회 경력

### 동남아시아 경기 대회
2001년 대회를 시작으로 총 6번의 대회에 참가했지만 모두 조별리그에서 탈락했고 그나마 2011년 대회에서 라오스와 비긴 후 필리핀을 꺾고 첫 승을 올리며 처음으로 승점 4점을 챙겼지만 나머지 대회에서는 단 1점의 승점도 챙기지 못하고 전패를 당하면서 동남아 축구 최약체팀의 면모를 굳혔다.

### 아세안 U-23 챔피언십
2022년 대회를 시작으로 2번의 아세안 U-23 챔피언십 본선에 출전했지만 2번의 대회에서 모두 3전 전패의 처참한 성적을 받아들이면서 여전히 동남아시아 축구 변방에서 벗어나지 못하고 있다.

## 주요 대회 성적

### 올림픽
| 연도                                       | 결과      | 경기      | 승        | 무        | 패        | 득점      | 실점      |
| ------------------------------------------ | --------- | --------- | --------- | --------- | --------- | --------- | --------- |
| 모든 연령의 선수 참가에서 23세 이하로 변경 |           |           |           |           |           |           |           |
| 1992년                                     | 예선 탈락 | 예선 탈락 | 예선 탈락 | 예선 탈락 | 예선 탈락 | 예선 탈락 | 예선 탈락 |
| 1996년                                     | 예선 탈락 | 예선 탈락 | 예선 탈락 | 예선 탈락 | 예선 탈락 | 예선 탈락 | 예선 탈락 |
| 2000년                                     | 예선 탈락 | 예선 탈락 | 예선 탈락 | 예선 탈락 | 예선 탈락 | 예선 탈락 | 예선 탈락 |
| 2004년                                     | 예선 탈락 | 예선 탈락 | 예선 탈락 | 예선 탈락 | 예선 탈락 | 예선 탈락 | 예선 탈락 |
| 2008년                                     | 예선 탈락 | 예선 탈락 | 예선 탈락 | 예선 탈락 | 예선 탈락 | 예선 탈락 | 예선 탈락 |
| 2012년                                     | 예선 탈락 | 예선 탈락 | 예선 탈락 | 예선 탈락 | 예선 탈락 | 예선 탈락 | 예선 탈락 |
| 2016년                                     | ?         |           |           |           |           |           |           |
| 합계                                       | 0/6       | 0         | 0         | 0         | 0         | 0         | 0         |

### 아시안 게임
| 연도                                       | 결과      | 경기      | 승        | 무        | 패        | 득점      | 실점      |
| ------------------------------------------ | --------- | --------- | --------- | --------- | --------- | --------- | --------- |
| 모든 연령의 선수 참가에서 23세 이하로 변경 |           |           |           |           |           |           |           |
| 2002년                                     | 예선 탈락 | 예선 탈락 | 예선 탈락 | 예선 탈락 | 예선 탈락 | 예선 탈락 | 예선 탈락 |
| 2006년                                     | 예선 탈락 | 예선 탈락 | 예선 탈락 | 예선 탈락 | 예선 탈락 | 예선 탈락 | 예선 탈락 |
| 2010년                                     | 예선 탈락 | 예선 탈락 | 예선 탈락 | 예선 탈락 | 예선 탈락 | 예선 탈락 | 예선 탈락 |
| 2014년                                     | 예선 탈락 | 예선 탈락 | 예선 탈락 | 예선 탈락 | 예선 탈락 | 예선 탈락 | 예선 탈락 |
| 2018년                                     | ?         |           |           |           |           |           |           |
| 합계                                       | 0/4       | 0         | 0         | 0         | 0         | 0         | 0         |

### AFC U-23 아시안컵
| 연도   | 결과      | 경기      | 승        | 무        | 패        | 득점      | 실점      |
| ------ | --------- | --------- | --------- | --------- | --------- | --------- | --------- |
| 2014년 | 불참      | 불참      | 불참      | 불참      | 불참      | 불참      | 불참      |
| 2016년 | 예선 탈락 | 예선 탈락 | 예선 탈락 | 예선 탈락 | 예선 탈락 | 예선 탈락 | 예선 탈락 |
| 2018년 | 예선 탈락 | 예선 탈락 | 예선 탈락 | 예선 탈락 | 예선 탈락 | 예선 탈락 | 예선 탈락 |
| 2020년 | 예선 탈락 | 예선 탈락 | 예선 탈락 | 예선 탈락 | 예선 탈락 | 예선 탈락 | 예선 탈락 |
| 합계   | 0/4       | 0         | 0         | 0         | 0         | 0         | 0         |

- 참고: AFC U-23 아시안컵이 올림픽 축구 아시아 지역 예선 역할을 한다.

## 같이 보기
- 브루나이 축구 국가대표팀